# پترا یوهانسون
پترا یوهانسون (انگلیسی: Petra Johansson؛ زادهٔ ۳۰ سپتامبر ۱۹۸۸) بازیکن فوتبال اهل سوئد است.
از باشگاه‌هایی که در آن بازی کرده‌است می‌توان به باشگاه فوتبال لینشوپینگ اشاره کرد.
وی همچنین در تیم ملی فوتبال زنان سوئد بازی کرده‌است.